# Hälletjärnet, Dalsland
Hälletjärnet är en sjö i Bengtsfors kommun i Dalsland och ingår i Örekilsälvens huvudavrinningsområde.